# Kap-Seehecht
Der Kap-Seehecht (Merluccius capensis) ist eine Art der Seehechte (Merlucciidae), die im südöstlichen Atlantik heimisch ist.

## Merkmale
Dieser Seehecht wird durchschnittlich 40 bis 60 Zentimeter lang und kann eine maximale Länge von 120 Zentimetern erreichen. Am Rücken ist dieser Fisch braun, bauchwärts wird er silbern oder weiß. Der Fisch besitzt zwei Rückenflossen, die erste besitzt eine harte und 9 bis 11 weiche Flossenstrahlen. Die Zweite besteht aus 38 bis 43 weichen Flossenstrahlen. Die Afterflosse besteht aus 37 bis 41 weichen Flossenstrahlen. Die Spitzen der Brustflossen reichen bis zum Beginn der Afterflosse. Generell weisen sie eine große Ähnlichkeit mit der aus derselben Gattung stammenden Merluccius paradoxus auf.

## Verbreitung
Der Kap-Seehecht lebt im südöstlichen Atlantik von Namibia bis zum Kap der Guten Hoffnung, um das Agulhasbecken, bis zur südafrikanischen Provinz KwaZulu-Natal. Diese Verbreitung überschneidet sich mit der der beiden verwandten Arten Merluccius polli und, in tieferen Gewässern, Merluccius paradoxus.

## Lebensweise
Diese Spezies hält sich am Tag meist nahe dem Meeresgrund auf und wird erst nachts aktiv. Sie ernährt sich meist von Spezies, die ebenfalls bodennah leben, zum Beispiel von Krustentieren, kleinen Tiefseefischen, Sardellen, Makrelen und Heringen. Sie sind aggressive Jäger und besonders größere Exemplare, die meist eine Größe von über 60 Zentimetern erreichen, neigen zu Kannibalismus, dieser kann bis zu 70 Prozent der Ernährung ausmachen. Junge Fische, die eine Länge von unter 15 Zentimetern aufweisen, ernähren sich primär von kleinen Krebstieren und Laternenfischen. Kleine und junge Exemplare steigen nachts in seichtere Gewässer auf, um dort zu jagen, und fressen unter anderem auch Zooplankton. Den Großteil der Zeit verbringen sie in Meerestiefen von ca. 50 bis 400 Metern, maximal 500.
Männliche Seehechte erreichen die Geschlechtsreife bei einer Länge von 30 bis 35 Zentimetern, innerhalb von ca. 3,5 Jahren, weibliche Individuen bei einer Länge von ca. 45 Zentimetern bei einem Alter von ca. 4,5 Jahren. Mit zunehmendem Alter werden weibliche Exemplare immer größer als männliche und können schlussendlich sogar doppelt so groß wie männliche Kap-Seehechte werden. Das Laichen findet im westlichen Teil des Agulhasbeckens statt, von dort aus werden die Eier in Richtung Norden gespült. Zwar findet das Laichen das ganze Jahr über statt, im Frühjahr und Sommer, besonders in den Monaten November und Dezember, laichen jedoch mehr Fische.
Diese Art selbst ist auch ein wichtiger Teil der Nahrung des Südafrikanischen Seebären.

## Fischfang
Merluccius capensis ist mit Merluccius paradoxus einer der wichtigsten Fische der kommerziellen Fischerei in Namibia. Die Erträge des Fischfangs dieser beiden Arten zusammen ergaben bis 1978 die größten Seehechtfänge der Welt. Man kann die genauen Fangraten dieser Art nicht ausmachen, da sich das Verbreitungsgebiet mit dem von Merluccius paradoxus so stark überschneidet, die Angaben der Fischer über ihre Fänge ungenau sind und Merluccius capensis aufgrund der großen Ähnlichkeit oft mit Merluccius paradoxus verwechselt wird. Aber es scheint, dass die meisten Kap-Seehechte im Agulhasbecken gefangen werden. Man vermutet, dass bis zu 70 Prozent des kommerziellen Fanges in dieser Region auf den Kap-Seehecht zurückgehen. Die Masse der gefangenen Kap-Seehechte ist von der Tageszeit abhängig, tagsüber werden durchschnittlich 212 Kilogramm Merluccius capensis pro Stunde gefangen, nachts über 70 Kilogramm pro Stunde.
Im Jahr 1960 lag der Fang dieser Art bei 400 Tonnen. Im Jahr 2000 lag er bei ca. 650 Tonnen, danach stieg die gefangene Masse der Fische deutlich an und stieg bis in das Jahr 2007 auf ca. 5.800 Tonnen an. Nach diesem Höhepunkt sank der Fang wieder bis 2009 und stieg danach wieder deutlich auf eine Menge von ca. 10.800 Tonnen im Jahr 2014 an.

## Gefährdung und Erhalt
Diese Art kommt in ihrem Verbreitungsgebiet häufig vor, in tieferen Gewässern nahm die Population leicht zu, generell ist sie jedoch deutlich gesunken. Der intensive Fischfang stellt eine Gefahr für diese Art dar, trotzdem sind die Bestände stabil und zeigen keine Anzeichen für einen Kollaps. Der Fang dieses Fisches wurde vom Marine Stewardship Council als gut verwaltet und nachhaltig zertifiziert. Daher wird diese Art durch die Weltnaturschutzunion (IUCN) als nicht gefährdet eingestuft.

## Belege
1. 1 2 3  
Food and Agriculture Organization of the United Nations: Merluccius capensis (Castelnau, 1861). FAO Departments and Offices, abgerufen am 19. September 2017.
2. 1 2 3  
Merluccius capensis in der Roten Liste gefährdeter Arten der IUCN 2017-2. Eingestellt von: Iwamoto, T., 2012-07-12.
3. ↑  
Merluccius capensis auf Fishbase.org (englisch)